# Friedrich Wilhelm Joseph von Schelling
Friedrich Wilhelm Joseph von Schelling (ur. 27 stycznia 1775 w Leonbergu, zm. 20 sierpnia 1854 w Bad Ragaz) – niemiecki filozof, trzeci wybitny reprezentant klasycznego idealizmu niemieckiego, inicjator romantyzmu.

## Życie
Schelling urodził się jako drugie dziecko w rodzinie. Jego ojciec był pastorem, teologiem protestanckim i znawcą języków orientalnych, a pod koniec życia superintendentem Kościoła protestanckiego w Wirtembergii. Młody Schelling wychowywał się w intelektualnej i głęboko religijnej atmosferze pietyzmu szwabskiego. Mieszkał i pobierał pierwsze nauki w szkole klasztornej w Bebenhausen; wcześnie dojrzały umysłowo, już w wieku 15 lat rozpoczął studia uniwersyteckie w słynnym Instytucie Teologicznym w Tybindze (Tübinger Stift). W roku 1792 uzyskał tytuł magistra filozofii, a w 1795 magistra teologii (na podstawie tezy De Marcione Paullinarum epistolarum emendatore).
Podczas studiów przejął się ideami Oświecenia i rewolucji francuskiej, dzieląc te fascynacje z dużą grupą studentów niemieckich, którzy kontestowali w ten sposób konserwatywny porządek polityczny i duchowy ówczesnych Niemiec. Przetłumaczył Marsyliankę, za co groziło mu relegowanie z uczelni. Wraz z Heglem i Hölderlinem, z którymi mieszkał w jednym pokoju, zainteresował się filozofią krytyczną Kanta. To obcowanie z dwoma geniuszami niemieckiego romantyzmu uformowało podstawy myśli Schellinga, który jeszcze na studiach zaczął pisać pierwsze rozprawy filozoficzne. Widać w nich wyraźny wpływ twórczości Fichtego (Über die Möglichkeit einer Form der Philosophie überhaupt, 1794; Vom Ich als Prinzip der Philospohie oder über das Unbedingte in menschlichen Wissen, 1795). Jednocześnie zgłębiał myśl Spinozy.
Po ukończeniu studiów został nauczycielem domowym u barona von Riedesela. Po krótkim pobycie w Stuttgarcie zamieszkał w Lipsku, gdzie studiował matematykę, medycynę i nauki przyrodnicze, co znalazło odbicie w jego filozofii przyrody (nieobecnej u Fichtego). Napisał w tym czasie wiele książek i artykułów filozoficznych (szczególnie dla Journalu Fichtego i Niethammera), które szybko przyniosły mu uznanie – np. Briefe über Dogmatismus und Kritizismus (1796), podkreślające dokonane przez Kanta rozdzielenie filozofii dogmatycznej i krytycznej, i jednocześnie będące ostrzeżeniem przed dogmatycznym traktowaniem krytycyzmu, Neue Deduction des Naturrechts (1796) poprzedzający traktat Grundlage des Naturrechts Fichtego czy Ideen zu einer Philosophie der Natur (1797) i Von der Weltseele (1798) stanowiące owoc jego studiów przyrodniczych.
W roku 1798 dzięki poparciu Goethego został profesorem nadzwyczajnym uniwersytetu w Jenie, ważnym ośrodku kulturalnym. Wraz z tzw. kręgiem jenajskim, do którego należeli m.in. Novalis, bracia Friedrich i August Schleglowie, Caroline Schlegel, Dorothea Veit, Ludwig Tieck, Schelling był jednym z twórców romantyzmu. Członkowie kręgu jenajskiego, tworzący zamkniętą grupę przyjaciół połączonych wspólnymi ideami i myślami, widzieli w Schellingu typ człowieka romantycznego, dalekiego od kantowskich i fichteańskich abstrakcji. Prowadziło to do powolnego ochładzania kontaktów Schellinga z Fichtem.
Utrzymywał także stosunki z mieszkającymi w pobliskim Weimarze Goethem (który z zainteresowaniem przyjął jego poetycką filozofię natury) i Schillerem (którego nie polubił i zarzucał mu nadmierny idealizm w etyce). W okresie jenajskim Schelling odnosił sukcesy w życiu osobistym, zawodowym i intelektualnym, a odchodząc od filozofii Fichtego tworzył własny system filozoficzny, opracowując filozofię przyrody i filozofię sztuki. Powstał wtedy System idealizmu transcendentalnego (1800), Darstellung meines Systems der Philosophie (1801), dialog Bruno (1802), Vorlesungen über die Methode des akademischen Studiums (1803) i kilka studiów dotyczących filozofii przyrody. W 1802 roku Schelling uzyskał tytuł doktora medycyny na uniwersytecie w Landshut. Po przyjeździe Hegla do Jeny wspólnie wydawali pismo filozoficzne (Kritische Journal der Philosophie). Po nieudanym związku z córką Schlegel, 15-letnią Augustą Böhmer i jej tragicznej śmierci (Schellinga oskarżano o dyletanckie próby ratowania jej życia), w atmosferze skandalu związał się z samą Caroline, która opuściła dla niego męża, i z którą się ożenił.
W następstwie konfliktów w kręgu jenajskim Schelling przeniósł się z Jeny do Würzburga, gdzie objął funkcję profesora filozofii. Coraz bardziej oddalał się od Fichtego i Hegla, a pod wpływem Spinozy tworzył tak zwany system tożsamości. Wobec narastających sporów z kolegami, w 1806 opuścił Würzburg.
Przeniósł się do pozbawionego wówczas uniwersytetu Monachium, gdzie związał się z dworem bawarskim. Został prezesem Monachijskiej Akademii Nauk, sekretarzem generalnym Monachijskiej Akademii Sztuk Pięknych, generalnym konserwatorem królewskich zbiorów naukowych i specjalnym preceptorem następcy tronu. Oprócz krótkiej przerwy na wykłady w Stuttgarcie (styczeń 1810) nie pełnił żadnych funkcji akademickich. Publikował coraz mniej, a jego popularność została przyćmiona przez rosnącą popularność Hegla. W 1809 roku umarła Caroline – wstrząs jakiego doznał w związku z tym zdarzeniem odbił się na jego pracy. W 1812 ożenił się z przyjaciółką, Pauline Gotter.
W roku 1820 wyjechał z Monachium i podjął wykłady na uniwersytecie w Erlangen, nie odniósł jednak wielkich sukcesów. Po przeniesieniu tam uniwersytetu z Landshut powrócił w roku 1826 do Monachium jako wykładowca filozofii i preceptor następcy tronu bawarskiego, późniejszego króla Maksymiliana II. Na wiele lat właściwa aktywność filozoficzna Schellinga spadła, mimo że pisał wiele – zawarte w Jahrbucher der Medicin als Wissenschaft Aphorismen zur Einleitung in die Naturphilosophie powstały na podstawie wykładów würzburskich. Polemizował z Jacobim, współtworzył znaczące pismo Philosophische Untersuchungen uber das Wesen der menschlichen Freiheit (1809) rozwijające mistyczne tendencje wcześniejszej Philosophie und Religion (1804) i pisma historiozoficzne takie jak Über die Gottheiten zu Samothrace czy nieukończone Die Weltalter (1811–15). W pismach tych widać opozycję do negatywnej i spekulatywnej historiozofii Hegla – Schelling traktuje bowiem mitologię i religię jako pozytywne dopełnienia filozofii negatywnej i spekulatywnej.
W 1841 roku przeniósł się do Berlina, co początkowo wywołało sensację. Władze i duchowieństwo były jednak rozczarowane jego wystąpieniem. Oczekiwały po Schellingu raczej radykalnej rozprawy z lewicą heglowską (w tym okresie Schelling był konserwatystą), szczególnie wobec zapowiadanego przez niego pozytywnego podejścia do religii. Zawiedzeni byli również studenci, którzy pod wpływem Hegla oczekiwali filozofii nowej, a nawet wywrotowej, gdy tymczasem późna filozofia Schellinga jest sucha i schematyczna. Czołowi studenci Schellinga, wśród których, obok Kierkegaarda, byli tacy myśliciele „lewicy” jak Michaił Bakunin i Friedrich Engels, przestali uczęszczać na wykłady Schellinga, które ostatecznie zawieszono w roku 1846. Schelling pozostał jednak członkiem Pruskiej Akademii Nauk, do której przyjęto go w 1842 roku. W 1842 odznaczony Pour le Mérite za Naukę i Sztukę. Kiedy po Wiośnie Ludów przeminęło zainteresowanie filozofią idealistyczną, Schelling został opuszczony i zapomniany. Nie zrozumiana przez studentów pozytywna filozofia objawienia została przedstawiona szerokiej publiczności dopiero po śmierci jej twórcy w wydaniu pism zebranych Schellinga (wśród których są 4 tomy wykładów berlińskich: I Philosophische Einleitung in die Philosophie der Mythologie oder Darstellung der reinrationalen Philosophie, 1856; II Philosophie der Mythologie, 1857; III i IV Philosophie der Offenbarung, 1858) przez jego synów.

## Myśl

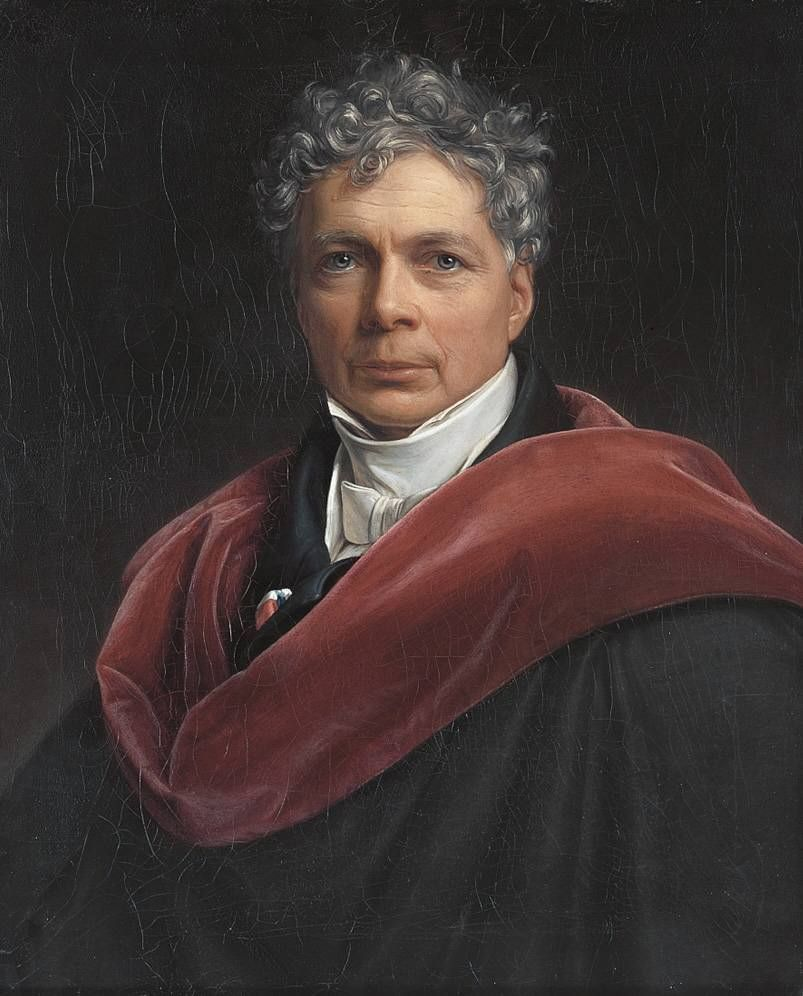
Portret autorstwa Josepha Karla Stielera z 1835

Fichte, Schelling i Hegel współtworzą wywodzącą się od Kanta tradycję klasycznego idealizmu niemieckiego. Mimo pozycji klasyków jaką powszechnie im się przypisuje, jest sporne, czy tworzą jednolitą sekwencję rozwojową: za sprawą Hegla, który potraktował filozofię Schellinga jako etap przejściowy między filozofią Fichtego a swoją, Schelling był lekceważony już przez swoich współczesnych. Jego autonomiczną wartość i oryginalność odkryto ponownie dopiero w XX w., gdy wywarł szeroki wpływ na filozofię egzystencji – już Søren Kierkegaard był słuchaczem jego późnych wykładów, którymi w XX wieku inspirowali się Jaspers, Martin Heidegger, Bultmann, Bierdiajew, Marcel, Paul Tillich czy Jankélévitch.
Schelling był przez złośliwych nazywany „Proteuszem” z racji wielokrotnych zmian poglądów filozoficznych. W czasach, kiedy filozof musiał wypracować syntetyczny system, zmiana poglądów uważana była za przejaw oportunizmu. Wypracował wiele systemów, żaden z nich nie był jednak w pełni skończony. Paradoksalnie, to właśnie ta niesystematyczność świadczy o romantyzmie i idealizmie filozofa. Zarazem jednak uniemożliwiła mu stworzenie własnej szkoły filozoficznej i skazała go na osamotnienie.

### Zagadnienie wolności
Zagadnienie wolności jest podstawowym zagadnieniem politycznym, moralnym i filozoficznym Romantyzmu. W młodzieńczej rozprawie Vom Ich als Prinzip der Philospohie oder über das Unbedingte in menschlichen Wissen (1795) Schelling uznał jego fundamentalność w sławnej deklaracji „początkiem i końcem wszelkiej filozofii jest wolność”. To wczesne zainteresowanie problemem wolności ludzkiej wiąże się z przemianami politycznymi i gospodarczymi w Europie – ostateczny rozkład feudalizmu, określany przez wczesnych romantyków jako „gnicie”, pobudzał intelektualistów do walki z jego przeżytkami, a wrzenie rewolucyjne przedostawało się z Francji do zacofanych Niemiec. Już u Kanta zagadnienie wolności jest istotne, przybierając postać pytania o to, jak możliwa jest moralna niezależność racjonalnego podmiotu w deterministycznym świecie przyrody. Kant odrzuca uprzedmiotawiające człowieka redukowanie wolności moralnej do rzeczywistości przyrodniczej, jak i utożsamienie determinizmu przyrodniczego z ładem moralnym. Dlatego wolność moralna człowieka i deterministyczne prawa przyrody muszą dla Kanta mieć całkiem odrębny status ontyczny: rozum ustanawia prawa dla wolności w sferze noumenów, intelekt ustanawia prawa przyrody w sferze zjawisk zmysłowych. Jako przedmiot fizyczny człowiek podlega prawom przyrody, jako rozumny podmiot realizuje swoją wolność – nasuwa to pytanie, w jaki sposób rozumny podmiot może w sposób wolny działać w świecie fizycznym. Kant rozwiązuje problem nadając przyrodzie charakter teleologiczny, gwarantowany przez rozumność Boga otwierającą w deterministycznym świecie pole dla działań moralnych.
Fichte nie mógł pogodzić się z radykalnym kantowskim dualizmem indeterministycznej koncepcji moralności i deterministycznej koncepcji przyrody. Co więcej, uznał, że tylko przezwyciężenie tego dualizmu może stanowić ugruntowanie wolności ludzkiej. Przezwyciężenie to widział w pierwotności wolnego podmiotu wobec przyrody, w wyższości rozumu praktycznego nad teoretycznym – pierwotność rozumu praktycznego doprowadziła Fichtego do całkowitego odrzucenia sfery noumenalnej, do jej redukcji do rozumnego podmiotu: transcendencja rzeczywistości przedmiotowej jest pozorna, to transcendentalny podmiot ustanawia jej prawa. Pomysł ten nie prowadzi jednak do irracjonalizmu i pełnego subiektywizmu, ponieważ rzeczywistość przedmiotowa nie jest kształtowana przez jakiś chaos, ale we właśnie przez prawa rozumu którymi kieruje się rozumny podmiot, prawa które on sam ustanawia.
Na gruncie tak ustanowionego kantowsko-fichteańskiego ujęcia problematyki wolności Schelling próbował zająć stanowisko kompromisowe między Kantem a Fichtem, a jednocześnie jeszcze bardziej podkreślić fundamentalne znaczenie wolności dla odnowionej w duchu idealizmu myśli filozoficznej. Trudność doktryny Fichtego polega na niemożliwości pogodzenia pełnej wolności podmiotu absolutnego z poszczególnymi wolnościami poszczególnych podmiotów empirycznych, czyli konkretnych i rozumnych – w doktrynie tej poszczególne podmioty empiryczne zależne są od całkowitej autonomii podmiotu absolutnego. By umożliwić całkowitą wolność podmiotom empirycznym Schelling musi stworzyć nową filozofię podmiotu absolutnego, implementując do tego pojęcia pojęcie teleologii historii – partykularne działania poszczególnych wolnych podmiotów empirycznych nabierają sensu wobec absolutnego celu historii, ideału. W ten sposób Schelling jest twórcą romantycznego idealizmu, idealizmu zbieżnego ze znaczeniem tego słowa w sensie potocznym, idealizmu ideologii.

### Filozofia przyrody
Rozwijana przez Schellinga filozofia przyrody różniła się od tradycyjnego, opartego na poznaniu empirycznym przyrodoznawstwa. Istotą badania przyrody nie miało być zgłębianie właściwości jej gotowych wytworów, lecz przyswojenie istoty procesów, które w niej zachodzą – jak nazwał to Władysław Tatarkiewicz, poznanie „wnętrza przyrody". Historyk filozofii podkreślał, że Schelling rozumiał przyrodę jako siłę żywą i twórczą. 
W filozofii Schellinga poszukiwanie absolutu wykraczało poza przyrodę, świadomość, świat realny oraz idealny – żadne z wymienionych nie stanowiło bowiem pierwotnej postaci bytu. Była to koncepcja o tyle ważna, że Schelling stawał w opozycji do systemów utożsamiających absolut z jednym z powyższych, jak na przykład Fichte, który identyfikował absolut z jaźnią. Dla Schellinga byt pierwotny wykraczał i poza świat materialny, i świadomość. Przyroda i jaźń były więc „pochodnymi postaciami bytu". 
Filarem filozofii przyrody Schellinga były opozycje. Według niego każde zjawisko przyrodnicze znajdywało swoje przeciwieństwo. W tym właśnie upatrywał i uzasadniał różnorodność rzeczy – pierwsza postać bytu, absolut, rozpadła się na przeciwieństwa. Schelling powoływał się na zależność w związkach chemicznych, ale także siły takie jak magnetyzm, czy elektryczność, choć kluczowe były dlań procesy organiczne, w których – jak uważał – przejawia się natura rzeczy. Co więcej, uznawał właściwie wyłącznie siły organiczne, mechaniczne zupełnie dyskredytując. Nieorganiczne substancje postrzegał jako efekt tłumienia rozwoju przyrody, podczas gdy to żywe istoty miały być jej jedynymi prawdziwymi wytworami. 
Schelling rozumiał absolut „organicznie i ewolucyjnie", a w związku z tym dostrzegał w nim elementy pozaracjonalne, łatwiejsze do uchwycenia z pomocą artystycznej wrażliwości oraz religijnej wiary, aniżeli percepcji naukowej. 

### Filozofia sztuki
Mimo niepełnej znajomości zagadnień artystycznych (szczególnie wobec faktu, że aktywne obcowanie Schellinga ze sztukami plastycznymi ograniczało się do wycieczki kręgu jenajskiego do galerii drezdeńskich) i drugorzędności filozofii sztuki na tle całości myśli Schellinga (który był przede wszystkim filozofem natury) to właśnie filozofia sztuki przyniosła mu największą sławę. Schelling nie interesował się samą sztuką jako konkretnym zjawiskiem, ale jako pewnym zagadnieniem metafizycznym, wieńczącym system filozoficzny w analogiczny sposób do funkcji estetyki w filozofii Kanta. Popularność Schellinga tłumaczy się bliższym niż u Hegla czy Fichtego związkiem filozofii z romantyzmem jako prądem kulturowym, szczególnie z poglądami kręgu jenajskiego. Mimo to, podobnie jak u Hegla, na osobisty gust Schellinga większy wpływ niż średniowiecze wywarła starożytność – co zbliżało go bardziej do Winkelmanna, Lessinga, Goethego i Schillera niż do właściwych romantyków.
W okresie filozofii transcendentalnej Schelling wyraźnie przypisywał działalności artystycznej status najwyższej działalności ludzkiej, najwyższego aktu wolności – w sposób zbieżny z romantyzmem podkreślał wyższość aktu twórczego nad samym dziełem. Kiedy Ja wytwarza świat przyrody, wytwarza go bez udziału świadomości – kiedy jednak Ja wytwarza świat kultury, wytwarza go właśnie z całą świadomością – w sztuce podmiot oddzielony poprzez jego wytwarzanie od świata przyrody, przedmiotu, ponownie jednoczy się z przedmiotem godząc w ten sposób przeciwieństwa swojego rozwoju i osiągając cel absolutny.

### Myśl Schellinga w Polsce doby Romantyzmu
Schelling był dobrze znany polskim intelektualistom epoki romantyzmu, wywierając znaczący wpływ na polską literaturę, publicystykę, myśl etyczną, polityczną i społeczną tego okresu. Trudno jednak mówić o całościowej recepcji filozofii Schellinga: nie było wtedy przekładów jego większych prac ani monografii, wiele natomiast było sporów wobec jego konkretnych idei. Już we wczesnym okresie polskiego romantyzmu idee Schellinga służyły polemice z polskim oświeceniem (Jan Śniadecki, Hugo Kołłątaj, Anioł Dowgird).
Po raz pierwszy na myśl Schellinga powołał się romantyczny konserwatysta Józef Kalasanty Szaniawski, który próbował uchylić oświeceniowy indywidualizm i teorię umowy społecznej za pomocą, romantycznie zinterpretowanej, platońskiej teorii doskonałego państwa biurokratycznego, zakorzenionego w absolucie jako całości. Szerzej do idei Schellinga nawiązywał Józef Gołuchowski, który był jego przyjacielem i słuchaczem wykładów prowadzonych w Erlangen – w 1823 roku Gołuchowski prowadził wykłady propagujące schellingiańskie idee z okresu filozofii identyczności na Uniwersytecie Wileńskim, które jednak po kilku tygodniach zostały zawieszone przez władze rosyjskie.
Znaczący wpływ wywarła myśl Schellinga na pisarzy i krytyków literackich polskiego Romantyzmu. Szczególnie widać to u Maurycego Mochnackiego, uważanego za najwybitniejszego teoretyka nowego kierunku w kulturze polskiej. Mochnacki w dziele O literaturze polskiej w wieku dziewiętnastym (1830) starał się bronić literatury romantycznej opierając się na schellingiańskiej koncepcji samorozwoju absolutu, który w tym samorozwoju tworzy formy nieorganiczne, organiczne, a wreszcie człowieka i świadomość – literatura jest wyrazem samowiedzy i samoświadomości narodu, w której odbija się absolut: w ten sposób poprzez literaturę naród uzyskuje wgląd do absolutu i samowiedzę, świadomość swojej egzystencji, a świadomość własnej egzystencji umożliwia narodowi przetrwanie i rozwój. Dlatego też stworzenie przez Polaków własnej, niezależnej literatury jest gwarantem istnienia narodu.
Tego rodzaju idee, typowe dla Romantyzmu, nie zawsze były wiernym odzwierciedleniem myśli Schellinga. Ale właśnie dzięki pewnej mglistości mogły łatwo oddziałać na poglądy romantycznych pisarzy. Z drugiej strony schellingiański panteizm oddziaływał także na filozofów i przyrodników tej epoki.
Po powstaniu listopadowym oddziaływanie Schellinga na kulturę polską ustąpiło na rzecz inspiracji heglowskich. Mimo to można je odnaleźć u wszystkich wybitniejszych filozofów polskich pierwszej połowy XIX w., jak Bronisław Ferdynand Trentowski, August Cieszkowski, Karol Libelt, Edward Dembowski czy Józef Gołuchowski.

## Dzieła
- Über die Möglichkeit einer Form der Philosophie überhaupt, 1794 [O możliwości absolutnej formy filozofii]
- Vom Ich als Prinzip der Philospohie oder über das Unbedingte in menschlichen Wissen, 1795 [O Ja jako zasadzie filozofii albo o nieuwarunkowaniu ludzkiego poznania]
- Philosophische Briefe über Dogmatismus und Kritizismus, 1795 [Listy filozoficzne o dogmatyzmie i krytycyzmie]
- Ideen zu einer Philospohie der Natur als Einleitung in das Studium dieser Wissenschaft, 1797 [Idee filozofii natury: wprowadzenie do studium wiedzy naukowej]
- Von der Weltseele, eine Hypothese der höheren Physik zur Erklārung des allgemeinen Organismus, 1798 [O Duszy Świata]
- Erster Entwurf eines Systems der Naturphilosophie, 1798 [Pierwszy plan systemu filozofii natury]
- System der transcendentalen Idealismus, 1800 [System idealizmu transcendentalnego]
- Über den wahren Begriff der Naturphilosophie und die richtige Art, ihre Probleme zu lösen, 1801
- Darstellung meines Systems der Philosophie, 1801 [Prezentacja mojego systemu filozofii]
- Fernere Darstellungen aus dem System der Philosophie, 1802 [Dalsza prezentacja systemu filozofii]
- Bruno oder über das göttliche und natürliche Prinzip der Dinge, 1802 [Bruno, czyli O boskiej i naturalnej zasadzie rzeczy rozmowa]
- Philosophie der Kunst, 1802–1803 [Filozofia sztuki]
- Vorlesungen über die Methode des akademischen Studiums, 1803 [Wykłady o metodzie studium akademickiego]
- Philosophie und Religion, 1804 [Filozofia i religia]
- System der gesammten Philosophie und der Naturphilosophie insbesondere, 1804
- Aphorismen zur Einleitung in die Naturphilosophie, 1806
- Über das Verhältnis der bildenden Künste zur Natur, 1807
- Philosophische Untersuchungen über das Wesen der menschlichen Freiheit und die damit zusammenhängenden Gegenstände, 1809 [Filozoficzne badania nad istotą ludzkiej wolności i sprawami z tym związanymi]
- Briefwechsel mit Eschenmayer, 1810
- Stuttgarter Privatvorlesungen, 1810 [Stuttgarckie wykłady prywatne]
- Die Weltalter, 1811–1815 [Epoki]
- Über die Gottheiten von Samothrake, 1815 [O bóstwie z Samotraki]
- Initia Philosophiae Universae, 1820–21
- Über die Nature der Philosophie als Wissenschaft, 1821 [Natura filozofii jako nauki]
- System der Weltalter, 1827–28 [System epok]
- Einleitung in die Philosophie, 1830 [Wprowadzenie do filozofii]
- Grundlegung der positiven Philosophie, 1832–33
- Zur Geschichte der neueren Philosophie, 1833–34
- Philosophie der Offenbarung, 1841–43 [Filozofia objawienia]
- Philosophie der Mythologie, 1842 [Filozofia mitologii]
- Philosophische Einleitung in die Philosophie der Mythologie oder Darstellung der reinrationalen Philosophie, między 1847 a 1852 [Wprowadzenie do fiozofii mitologii]

## Wybrane dzieła w przekładzie polskim
- Filozofia objawienia: ujęcie pierwotne, BKF, 2002; odnalezione i oprac. przez Waltera E. Ehrhardta ; przeł. Krystyna Krzemieniowa ; przekł. przejrzał i wstępem poprzedził Piotr Dehnel ; przypisami opatrzyli Krystyna Krzemieniowa i Mikołaj Szymański. [Philosophie der Offenbarung].
- Filozofia sztuki; O stosunku sztuk plastycznych do przyrody ; Bruno, czyli O boskiej i naturalnej zasadzie rzeczy rozmowa, BKF, 1983; przeł. i oprac. Krystyna Krzemieniowa.
- Filozoficzne badania nad istotą ludzkiej wolności i sprawami z tym związanymi; przeł. Bogdan Baran. [Philosophische Untersuchungen über das Wesen der menschlichen Freiheit und die damit zusammenhängenden Gegeenstände].
- System idealizmu transcendentalnego: z wykładów monachijskich ; O historii nowszej filozofii, BKF, 1979; oprac. Krystyna Krzemieniowa, Marek J. Siemek.
- Wykłady erlangeńskie; przeł. i posłowiem opatrzył Robert Marszałek. [Erlanger Vorträge].
- Światowieki. Ułamek z roku 1815, przełożył, wstępem i komentarzem opatrzył Wawrzyniec Rymkiewicz, IFiS PAN, Warszawa 2007.

## Opracowania w języku polskim
- Piotr Dehnel, Przyroda i historia: studium wczesnej filozofii F.W.J. Schellinga, 1992.
- Martin Heidegger, Rozprawa Schellinga o istocie ludzkiej wolności, 2004.
- Ryszard Panasiuk, Schelling, seria Myśli i Ludzie, 1987.
- Józef Piórczyński, Wolność człowieka i Bóg: studium filozofii F.W.J Schellinga, 1999.
- Katarzyna Filutowska, System i opowieść Filozofia narracyjna w myśl FWJ Schellinga w latach 1800–1811, Wrocław 2007.